# Соболев, Александр Сергеевич (футболист, 1995)
Александр Сергеевич Соболев (30 марта 1995, Екатеринбург, Россия) — российский футболист, нападающий.

## Биография
Воспитанник клуба «Урал». В главной команде дебютировал 30 октября 2013 года в гостевой игре 1/16 финала Кубка России 2013/14 против «Тосно». В премьер-лиге провёл единственный матч 8 ноября против «Ростова». В молодёжной команде сыграл 46 игр, забил 12 мячей. 25 июля 2014 года на правах годичной аренды перешёл в клуб ПФЛ «Калуга». В своей дебютной игре первенства 2014/15 25 июля вышел на замену на 76-й минуте, но через 9 минут был заменён обратно. Провёл за команду в первенстве ещё три матча, в которых также выходил на замену и уже 2 сентября был снова заявлен за молодёжный состав «Урала». Последнюю игру на профессиональном уровне провёл 16 августа 2014 года в возрасте 19 лет.
В составе «Урала-2» выиграл в 2016 году зону «Урал и Западная Сибирь» третьего дивизиона, в следующем году отыграл с командой первый круг первенства. В чемпионате Свердловской области играл в 2018 году за «Горняк-ЕВРАЗ» Качканар, в 2019 — за «ТрубПром» Первоуральск.
В 2018 году вместе со своими партнерами по молодежке «Урала» Никитой Артеменко и Александром Кашкаровым отправлялись китайский клуб низшей лиги «Шэнахэн». Россияне помогли ему занять второе место в своей лиге, но из-за лимита на легионеров не смогли остаться в нем надолго.